# Страшенский район
Страше́нский райо́н (рум. Raionul Străşeni, Район Страшены) — административно-территориальная единица Республики Молдова.

## История
Как и большинство районов Молдавской ССР, образован 11 ноября 1940 года с центром в селе Страшены. До 16 октября 1949 года находился в составе Кишинёвского уезда, после упразднения уездного деления перешёл в непосредственное республиканское подчинение.
С 31 января 1952 по 15 июня 1953 года район входил в состав Кишинёвского округа, после упразднения окружного деления вновь перешёл в непосредственное республиканское подчинение.
30 марта 1962 года к Страшенскому району была присоединена часть территории упразднённого Криулянского района.
25 декабря 1962 года Страшенский район был упразднён, но уже через два года (23 декабря 1964 года) — восстановлен. При этом около четверти района осталось в составе соседних районов.
С 1999 года по 2002 год, в рамках проводимой административной реформы, район являлся частью Кишинёвского уезда. После упразднения уездного деления, район вновь стал самостоятельной административной единицей.

## География
Страшенский район находится в центре Молдовы и граничит с Хынчештским и Яловенским районами и Кишинёвским муниципием на юге, Криулянским районом на востоке, Оргеевским и Каларашским — на севере и Ниспоренским — на западе.

## Население
|          | 2003 год | 2004 год | 2005 год | 2006 год |
| -------- | -------- | -------- | -------- | -------- |
| Страшены | 21 100   | 21 100   | 19 200   |          |
| Быковец  | 1 700    | 1 700    | 1 700    |          |
| сёла     | 68 950   | 68 900   | 68 000   | 69 100   |
| Всего:   | 91 750   | 91 700   | 88 900   | 88 700   |

## Достопримечательности
- В деревне Каприяна расположен монастырь XIV века.
- Пейзажный заповедник «Capriana-Scoreni», дуб Стефана III Великого и самый старый заповедник Молдовы — «Кодры».
- В селе Долна находится усадьба Ралли-Арборе, расположенная в центре небольшого парка, украшенного бюстом Пушкина, и «Родник Замфиры».
- Гидигичское водохранилище

## Военные части
У села Негрешть дислоцированы военные части Национальной Армии:
- Отдельный инженерный батальон «Кодру» (рум. Batalionul Geniu Independent «Codru»)
- Отдельная рота химзащиты (рум. Compania Protecţie Chimică Independentă)

## Известные уроженцы
- Доска, Ион (род. 1955) — молдавский советский шашист. Чемпион мира по бразильским шашкам (1999).
- Филип, Павел Петрович (род. 1966) — молдавский политик, премьер-министр Республики Молдова с 20 января 2016 по 8 июня 2019 года.
- Жереги, Валерий Исаевич (род. 1948) — советский молдавский кинорежиссёр и сценарист.
- Мадан, Георгий Константинович (1938—2018) — молдавский писатель.
- Мустяцэ, Валерий Иванович (Епископ Пётр; род. 1967) — епископ Унгенский и Ниспоренский.
- Сырку, Полихроний Агапиевич (1855—1905) — российский историк, литературовед и языковед.
- Ткач, Злата Моисеевна (1928—2006) — молдавский композитор и музыкальный педагог.
- Унтилэ, Вячеслав Петрович (род. 1956) — молдавский политик. Председатель Счётной палаты Республики Молдова с 29 июля 2016 по 7 февраля 2019 года. Вице-председатель Либеральной партии.
- Гросу, Иван Александрович (род. 1923—?) — Герой Социалистического Труда (1966)